# Fúndul
El fúndul (Fundulus heteroclitus) és una espècie de peix de la família dels fundúlids i de l'ordre dels ciprinodontiformes. Els mascles poden assolir els 15 cm de longitud total. Es troba al Canadà i els Estats Units.